# 世界摔角娛樂三冠王
世界摔角娛樂三冠王（英語：WWE Triple Crown Champion），是世界摔角娛樂關於其冠軍的一榮譽，要完成冠軍大滿貫的選手必須先獲得WWE冠軍、世界重量級冠軍、WWE雙打冠軍、世界雙打冠軍、WWE洲際冠軍以上五種冠軍項目所隸屬三大項冠軍中的至少各一項，但由於世界重量級冠軍和世界雙打冠軍已退役，因此現在要完成冠軍大滿貫只需獲得WWE(世界重量級)冠軍、WWE洲際冠軍及WWE雙打冠軍所隸屬三大項冠軍中的至少各一項即可。

## 已完成三冠王成就的選手
| 已完成選手    | 主要冠軍項目   | 主要冠軍項目                     | 雙打冠軍項目                     | 雙打冠軍項目                     | 次要冠軍項目   |
| 已完成選手    | WWE冠軍        | 世界重量級冠軍                   | 世界雙打冠軍                     | WWE雙打冠軍                      | WWE洲際冠軍    |
| ------------- | -------------- | -------------------------------- | -------------------------------- | -------------------------------- | -------------- |
| 裴卓·莫蕊爾   | 1971年2月8日   | N/A (選手沒退休)                 | 1980年8月9日 (與巴布·貝克倫)     | N/A (選手已退休)                 | 1980年12月8日  |
| 布雷特·哈特   | 1992年10月12日 | N/A (選手已退休)                 | 1987年1月26日 (與吉姆·奈哈德)    | N/A (選手已退休)                 | 1991年8月26日  |
| 凱文·奈許     | 1994年11月26日 | N/A (選手已退休)                 | 1994年8月28日 (與尚恩·麥可)      | N/A (選手已退休)                 | 1994年4月13日  |
| 尚恩·麥可     | 1996年5月31日  | 2002年11月17日                   | 1994年8月28日 (與凱文·奈許)      | 2009年12月13日 (與Triple H)      | 1992年10月27日 |
| 史蒂夫·奧斯汀 | 1998年5月29日  | N/A (選手已退休)                 | 1997年5月26日 (與尚恩·麥可)      | N/A (選手已退休)                 | 1997年8月3日   |
| 巨石強森      | 1998年11月15日 | N/A （此冠軍項目已退役）         | 1999年8月30日 (與米克·佛利)      |                                  | 1997年2月13日  |
| Triple H      | 1999年8月23日  | 2002年9月2日                     | 2001年4月29日 (與史蒂夫·奧斯汀)  | 2009年12月13日 (與尚恩·麥可)     | 1996年10月21日 |
| 肯恩          | 1998年6月28日  | 2010年7月18日                    | 1998年7月13日 (與曼凱德)         | 2011年4月19日 (與Big Show)       | 2001年5月20日  |
| 克里斯·傑利可 | 2001年12月9日  | 2008年9月7日                     | \2001年5月21日 (與克里斯·班瓦)   | 2009年6月28日 (與Edge)           | 1999年12月12日 |
| 寇特·安格     | 2000年10月22日 | 2006年1月10日                    | N/A (此冠軍項目已退役)           | 2002年10月20日 (與克里斯·班瓦)   | 2000年2月27日  |
| 艾迪·葛雷洛   | 2004年2月15日  | N/A (選手已故)                   | N/A (選手已故)                   | 2002年11月17日 (與小查佛·葛雷洛) | 2000年9月5日   |
| 克里斯·班瓦   | N/A (Deceased) | 2004年5月14日                    | 2001年5月21日 (與克里斯·傑利可)  | 2002年10月20日 (與寇特·安格)     | 2000年4月2日   |
| 瑞克·福萊爾   | 1992年1月19日  | N/A (選手已非隸屬於世界摔角娛樂) | 2003年12月14日 (與巴帝斯塔)      | N/A (選手已非隸屬於世界摔角娛樂) | 2005年9月18日  |
| Edge          | 2006年1月8日   | 2007年5月8日                     | 2000年4月2日 (與基斯頓)          | 2002年11月5日 (與雷·密斯特里歐)  | 1999年7月24日  |
| 羅伯·凡·達姆  | 2006年6月11日  | N/A （此冠軍項目已退役）         | 2003年5月31日 (與肯恩)           | 2004年12月7日 (與雷·密斯特里歐)  | 2002年5月17日  |
| Booker T      |                | 2006年7月23日                    | 2001年11月1日 (與安德魯·馬丁)    |                                  | 2003年7月7日   |
| 蘭迪·歐頓     | 2007年10月7日  | 2004年8月15日                    | 2006年11月13日 (與Edge)          |                                  | 2003年12月14日 |
| 傑夫·哈迪     | 2008年12月14日 | 2009年6月7日                     | 1999年6月29日 (與麥特·哈迪)      | N/A (選手已非隸屬於世界摔角娛樂) | 2001年4月10日  |
| CM Punk       | 2011年7月17日  | 2008年6月30日                    | 2008年10月27日 (與科菲·京斯頓)   |                                  | 2009年1月19日  |
| 約翰·萊菲爾德 | 2004年6月27日  | N/A (選手已退休)                 | 1999年5月25日 (與法洛克)         | N/A (選手已退休)                 | 2009年5月9日   |
| 雷·密斯特里歐 | 2011年7月25日  | 2006年4月2日                     | N/A (此冠軍項目已退役)           | 2002年11月5日 (與Edge)           | 2009年4月5日   |
| 多夫·錫格勒   |                | 2011年2月15日                    | 2006年4月3日 (與史皮瑞特·史擴德) |                                  | 2010年7月28日  |
| 基斯頓        |                | 2011年5月1日                     | 2000年4月2日 (與Edge)            |                                  | 2001年9月23日  |
| Big Show      | 1999年11月14日 | 2011年12月18日                   | 1999年8月22日 (與The Undertaker) | 2009年7月26日 (與克里斯·傑利可)  | 2012年4月1日   |
| 米茲          | 2010年11月22日 | N/A （此冠軍項目已退役）         | 2008年12月13日 (與約翰·莫里森)   | 2007年11月16日 (與約翰·莫里森)   | 2012年7月23日  |

| 文字               | 文字                                                                     |
| ------------------ | ------------------------------------------------------------------------ |
| 斜體冠軍項目       | 為增加選手完成冠軍大滿貫之可能性而增加為冠軍大滿貫限定之冠軍項目         |
| 日期               | 選手首次贏得此冠軍項目之日期                                             |
| 完成冠軍大滿貫日期 | 選手首次贏得此冠軍項目且完成冠軍大滿貫之日期                             |
| 斜體日期           | 選手已完成冠軍大滿貫或已完成其他同水平冠軍項目後亦贏得其餘冠軍項目之日期 |
| N/A                | 因冠軍此冠軍項目已退役或因故而不可能在獲得此冠軍                         |
| 顏色               |                                                                          |
|                    | 選手在贏得此冠軍項目時隸屬於Raw                                          |
|                    | 選手在贏得此冠軍項目時隸屬於ECW                                          |
|                    | 選手在贏得此冠軍項目時隸屬於SmackDown                                    |
|                    | 贏得包含已退役在內五項限定冠軍項目之選手                                 |
|                    | 於世界摔角娛樂品牌延伸之前或WWE Supershow規格之後贏得此冠軍項目          |

## 接近完成三冠王成就的選手
- 寇帝·羅茲、柯爾提斯·艾克賽爾、祖魯·麥金泰爾、科菲·京斯頓、桑提諾·馬瑞拉和威廉·瑞格還差贏得WWE世界重量級冠軍。
- 約翰·希南、巴帝斯塔和The Undertaker還差贏得WWE洲際冠軍。